# Bärby
Bärby – miejscowość (tätort) w Szwecji, w regionie administracyjnym (län) Uppsala, w gminie Uppsala.
Według danych Szwedzkiego Urzędu Statystycznego liczba ludności wyniosła: 347 (31 grudnia 2015), 363 (31 grudnia 2018) i 382 (31 grudnia 2019).